# James Mowat
Pour les articles homonymes, voir Mowat.
James Mowat (6 octobre 1889-26 octobre 1962) est un homme politique canadien de la Colombie-Britannique. Il est député provincial libéral ou indépendant de la circonscription britanno-colombienne d'Alberni de 1941 à 1952.

## Biographie
Né dans les Orcades sur l'île de Hoy de Garson (Farm) en Écosse, Mowat étudie sur place et sert durant la Première Guerre mondiale.
Élu député libéral en 1941, il est réélu député de la coalition libérale/conservatrice en 1945. Tentant sans succès de ravoir l'investiture de son parti en 1949, il est réélu à titre de député indépendant. Il se rallie rapidement à la coalition dès le retour au parlement en février 1950. Il perd à titre de candidat libéral en 1952.
Il meurt d'une hémorragie cérébrale à Port Alberni à l'âge de 73 ans,.